# Mauriceville
Mauriceville è un census-designated place (CDP) degli Stati Uniti d'America della contea di Orange nello Stato del Texas. La popolazione era di 3 252 abitanti al censimento del 2010. Fa parte dell'area metropolitana di Beaumont-Port Arthur.

## Geografia fisica
Mauriceville è situata a 30°12′56″N 93°52′23″W (30.215616, -93.873095).
Secondo lo United States Census Bureau, il CDP ha una superficie totale di 21,86 km², dei quali 21,78 km² di territorio e 0,08 km² di acque interne (0,36% del totale).

## Società

### Evoluzione demografica
Secondo il censimento del 2010, la popolazione era di 3 252 abitanti.

### Etnie e minoranze straniere
Secondo il censimento del 2010, la composizione etnica del CDP era formata dal 94,56% di bianchi, lo 0,77% di afroamericani, lo 0,28% di nativi americani, lo 0,03% di asiatici, lo 0,09% di oceanici, il 2,4% di altre razze, e l'1,88% di due o più etnie. Ispanici o latinos di qualunque razza erano l'8,27% della popolazione.